# Simhopp vid världsmästerskapen i simsport 2024 – Lagtävling
Lagtävlingen i simhopp vid världsmästerskapen i simsport 2024 avgjordes den 2 februari 2024 i Hamad Aquatic Centre i Doha i Qatar.
Storbritanniens lag bestående av Tom Daley, Scarlett Mew Jensen, Daniel Goodfellow och Andrea Spendolini-Sirieix tog guld, Mexikos lag bestående av Gabriela Agúndez, Randal Willars, Jahir Ocampo och Aranza Vázquez tog silver och Austaliens lag bestående av Cassiel Rousseau, Maddison Keeney, Nikita Hains och Li Shixin tog brons.

## Resultat
Tävlingen startade klockan 15:32.
| Placering | Nation         | Simhoppare                                                                                       | Poäng  |
| --------- | -------------- | ------------------------------------------------------------------------------------------------ | ------ |
| 1         | Storbritannien | Tom Daley Scarlett Mew Jensen Daniel Goodfellow Andrea Spendolini-Sirieix                        | 421,65 |
| 2         | Mexiko         | Gabriela Agúndez Randal Willars Jahir Ocampo Aranza Vázquez                                      | 412,80 |
| 3         | Australien     | Cassiel Rousseau Maddison Keeney Nikita Hains Li Shixin                                          | 385,35 |
| 4         | Tyskland       | Timo Barthel Moritz Wesemann Lena Hentschel Elena Wassen                                         | 362,05 |
| 5         | USA            | Lyle Yost Brandon Loschiavo Sarah Bacon Katrina Young                                            | 344,75 |
| 6         | Indonesien     | Andriyan Andriyan Adityo Restu Putra Gladies Lariesa Garina Haga                                 | 330,60 |
| 7         | Nordkorea      | Kim Hui-yon Ko Che-won Jo Jin-mi Im Yong-myong                                                   | 320,85 |
| 8         | Spanien        | Carlos Camacho Nicolás García Valeria Antolino Rocío Velázquez                                   | 310,55 |
| 9         | Nya Zeeland    | Nathan Brown Frazer Tavener Mikali Dawson Elizabeth Roussel                                      | 306,40 |
| 10        | Italien        | Matteo Santoro Eduard Timbretti Gugiu Chiara Pellacani Irene Pesce                               | 271,70 |
| 11        | Malaysia       | Bertrand Rhodict Lises Hanis Jaya Surya Nur Eilisha Rania Binti Muhammad Abrar Raj Kimberly Bong | 245,90 |
| 12        | Macao          | He Heung Wing Zhang Hoi Lo Ka Wai Zhao Hang U                                                    | 212,70 |